# Império Samânida
O Império Samânida foi um Estado governado por uma dinastia iraniana que surgiu em 819 no leste do atual Irã e no Usbequistão e que se notabilizou por renovar o sentimento nacional e o aprendizado da cultura iraniana. Existiu até 999, quando a sua capital Bucara foi conquistada por tropas do Império Gasnévida e do Canato Caracânida.